# Писарівська сільська рада (Калинівський район)
| Писарівська сільська рада — орган місцевого самоврядування у Калинівському районі Вінницької області з адміністративним центром у с. Писарівка. Сільській раді підпорядковані населені пункти: - с. Писарівка |

## Склад ради
Рада складається з 14 депутатів та голови.

## Керівний склад сільської ради
| ПІБ                         | Основні відомості                                                                       | Дата обрання | Дата звільнення |
| --------------------------- | --------------------------------------------------------------------------------------- | ------------ | --------------- |
| Батенко Олександр Пилипович | Сільський голова, 1955 року народження, освіта, член Соціалістичної партії України      | 26.03.2006   | 31.10.2010      |
| Батенко Олександр Пилипович | Сільський голова, 1955 року народження, освіта середня спеціальна, член Партії регіонів | 31.10.2010   |                 |

Примітка: таблиця складена за даними джерела